# Don't Worry, Be Happy
Don't Worry, Be Happy è una canzone scritta, prodotta e cantata dal jazzista statunitense Bobby McFerrin.

## Descrizione
Nel settembre del 1988, il singolo divenne la prima canzone a cappella a raggiungere la vetta della Billboard Hot 100, e tenere quella posizione per due settimane. Nella classifica inglese, la canzone raggiunse la seconda posizione, dopo cinque settimane. L'anno successivo, durante la cerimonia dei Grammy Awards, Don't Worry Be Happy vinse i riconoscimenti come "canzone dell'anno", "disco dell'anno" e "miglior performance maschile". Il titolo della canzone è una citazione di una celebre frase di Meher Baba.
Il video prodotto per Don't Worry, be Happy, diretto da Drew Takahashi, vedeva protagonisti gli attori Robin Williams e Bill Irwin.
La parte strumentale del brano è interamente costituita dai suoni (il fischiettio e lo schioccare delle dita) prodotti da McFerrin e mixati in fase di produzione.

## Video musicale
Il video musicale prodotto per il brano, girato e diretto da Drew Takahashi, venne pubblicato il 25 Febbraio 2009 sul canale dell'artista insieme a quelli di Good Lovin', Drive, Opportunity e Thinkin' About Your Body. Nel video appaiono anche  Robin Williams e Bill Irwin. Raggiunse più di 300 milioni di visualizzazioni.

## Storia

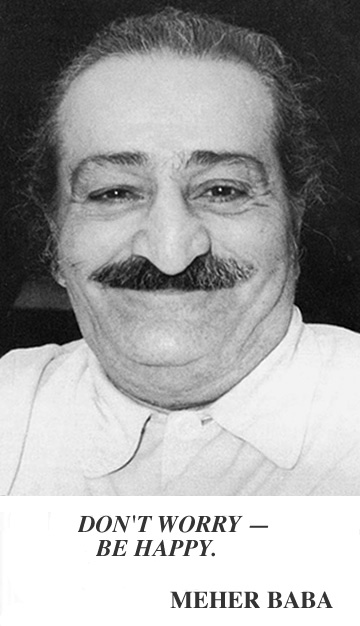
Una cartolina postale del 1966 che recita Don't Worry, Be Happy.

Il maestro spirituale indiano Meher Baba (1894-1969) utilizzava spesso l'espressione "Don't worry, be happy" (non preoccuparti, sii felice) quando guidava i propri seguaci verso l'ovest. In seguito, negli anni sessanta, questa famosa frase di Baba fu utilizzata in varie cartoline e poster dell'epoca.
Nel 1988 Bobby McFerrin notò uno di questi poster nell'appartamento di Tuck & Patti a San Francisco. Ispirato dalla semplicità e dall'efficacia di tale espressione, McFerrin scrisse il suo celebre brano. Nello stesso anno, il pezzo di Bobby McFerrin fu inserito nella colonna sonora del film Cocktail, ottenendo un'enorme popolarità l'anno seguente.
In un'intervista a Bruce Fessier per USA Weekend Magazine McFerrin disse «Ogni volta che vedete un poster di Meher Baba, di solito esso dice Non preoccuparti, sii felice, che credo sia una semplice filosofia racchiusa in quattro parole.»

## Cover
Altre versioni di Don't Worry, Be Happy sono state registrate da numerosi artisti. I Katsimiha Brothers ne hanno registrato una cover in lingua greca, mentre il musicista montenegrino Rambo Amadeus ne ha realizzato una parodia intitolata Don't Happy, Be Worry, come critica dell'ottimismo regnante nel panorama musicale jugoslavo nel periodo della guerra e della depressione economica del paese. Il testo del brano Fight the Power del gruppo hip hop Public Enemy fa riferimento al testo di Don't Worry, Be Happy. Nel 2003, Paolo Belli ne incide una cover in italiano, arrangiata in stile swing, intitolata Sorridi... e va avanti.

## Uso nei media
La canzone e anche soltanto il suo titolo sono diventati molto utilizzati nella cultura statunitense. La canzone fu utilizzata nel corso della campagna elettorale del 1988 di George H. W. Bush, fino al momento in cui McFerrin, sostenitore del Partito Democratico, ne vietò l'utilizzo.
Il brano è anche piuttosto ricorrente nei film e nella televisione. Alcuni esempi fra i più ricordati possono essere Giù per il tubo, Willy, il principe di Bel-Air, I Simpson, Futurama, L'alba dei morti viventi, Jarhead, WALL•E. Anche varie campagne pubblicitarie hanno utilizzato come colonna sonora il brano di McFerrin, come quelle della Huggies.

## Tracce
1. Don't Worry, Be Happy – 3:54
2. Simple Pleasures – 2:06

## Classifiche
| Classifica (1988) | Posizione più alta |
| ----------------- | ------------------ |
| Billboard Hot 100 | 1                  |
| Regno Unito       | 2                  |
| Svizzera          | 2                  |
| Austria           | 1                  |
| Francia           | 29                 |
| Svezia            | 2                  |
| Norvegia          | 5                  |
| Australia         | 1                  |
| Italia            | 18                 |

## Curiosità
Negli anni si è diffusa la convinzione, soprattutto grazie a internet, che Don't Worry, Be Happy sia stata originariamente registrata da Bob Marley. In realtà si tratta di un errore probabilmente dovuto al fatto che la celebre canzone di Marley Three Little Birds, inizia proprio con i versi "Don't Worry...".
Il video dal titolo errato "Bob Marley - Don't worry be Happy", successivamente corretto, caricato su YouTube l'11 novembre 2011 ha ottenuto oltre 135 milioni di visualizzazioni all'8 novembre 2019, mentre il video del canale ufficiale di Bobby McFerrin caricato su YouTube il 24 febbraio 2009 alla stessa data ha ottenuto 160 milioni di visualizzazioni.